# Tragédie du Carnaval de 1823
La tragédie du Carnaval de 1823 est un mouvement de foule mortel survenu le 11 février 1823 au couvent des Minori Osservanti à La Valette, à Malte.
Environ 110 garçons allés au couvent pour recevoir du pain le dernier jour des célébrations du carnaval ont été tués après avoir chuté d'une volée de marches en essayant de sortir du couvent.

## Contexte
Au moment de la tragédie, Malte était sous domination britannique et était en pleine famine,. C'était devenu une tradition de rassembler des garçons de 8 à 15 ans issus des couches les plus pauvres de la population de La Valette et des Trois cités, et participer à une procession cours des derniers jours du carnaval. Après la procession, ils assistaient à la messe et on leur donnait du pain par la suite,. Cette activité était organisée par des directeurs ecclésiastiques qui enseignaient le catéchisme, et son objectif principal était de garder les enfants à l'écart des émeutes et de la confusion du carnaval,. 
Cette activité a été organisée le 10 février 1823, lorsque les enfants ont assisté à la messe à Floriana et sont ensuite allés au couvent des Minori Osservanti (maintenant mieux connu sous le nom de ta 'Ġieżu) à La Valette où ils ont reçu du pain,. Tout s'est déroulé comme prévu, et la même procédure a été prévue pour le lendemain,.

## La catastrophe
La distribution de pain a eu lieu presque de la même façon le lendemain, le 11 février 1823. Les enfants ont été rassemblés et ont assisté à la messe à Floriana, mais la cérémonie a duré une heure de plus que d'habitude,. La procession des enfants au couvent de La Valette a eu lieu en même temps que les célébrations du carnaval, ils ont donc rencontré de nombreuses personnes qui rentraient chez elles,. À ce stade, des adultes et des enfants de la foule se sont mélangés aux garçons pour recevoir du pain gratuit,. 
Les garçons sont entrés dans l'un des couloirs du couvent par la porte de la sacristie de l'église et devaient sortir par une autre porte, qui donnait sur la rue Sainte Ursula. Le pain devait être distribué à cette dernière porte,. Bien que la porte soit généralement verrouillée pour empêcher les garçons de rentrer une seconde fois pour recevoir plus de pain, elle a cette fois été laissée ouverte car les enfants étaient en retard. Pour cette raison, plus de personnes sont entrées sans que quiconque s'en rende compte,,. 
Ceux qui étaient entrés ont commencé à pousser les garçons faisant la queue dans le couloir, qui ont été poussés au bout du couloir près d'une porte entrouverte. À ce stade, une lampe s'est éteinte, laissant le couloir dans l'obscurité, et les gens à l'intérieur ont commencé à avancer et pousser encore plus. Les garçons à l'avant sont tombés de plusieurs marches, bloquant ainsi la porte,. 
Ceux qui distribuaient le pain ainsi que certains voisins se sont précipités pour aider les enfants après avoir entendu des cris. Ils réussirent à ouvrir les portes, et de nombreux garçons sont sortis. Cependant, un certain nombre d'entre eux étaient déjà morts, manquant d'air ou bien ayant été piétinés,,. 
Le nombre exact de victimes n'est pas connu. Les archives de la Sacra Infermeria indiquent que 94 corps d'adolescents âgés de 15 à 16 ans ont été transportés à l'hôpital le 11 février et enterrés le lendemain. Cependant, des données récentes tels que The Gentleman's Magazine et Historical Chronicle révèlent que « pas moins de 110 enfants ont péri à cette occasion »,.

## Conséquences
Une enquête menée par le gouverneur de Malte a eu lieu après la catastrophe et un rapport sur les conclusions a été publié quelques jours après l'incident,. L'enquête a conclu que la bousculade avait eu lieu à la suite d'une succession d'erreurs et personne n'a été accusé de la mort des enfants.